# Tipula frigida
Tipula frigida är en tvåvingeart som beskrevs av Walker 1848. Tipula frigida ingår i släktet Tipula och familjen storharkrankar. Inga underarter finns listade i Catalogue of Life.